# Am I Wrong
"Am I Wrong" là một bài hát của bộ đôi nhóm nhạc người Na Uy Nico & Vinz (trước đây thường được biết đến như Envy) nằm trong album phòng thu thứ hai của họ, Black Star Elephant (2014). Nó được phát hành lần đầu tiên ở Na Uy vào ngày 12 tháng 4 năm 2013 và ở những khu vực khác vào ngày 21 tháng 1 năm 2014 như là đĩa đơn đầu tiên trích từ album bởi 5 Star Records, EMI Group Limited và Warner Bros. Records. Bài hát được đồng viết lời bởi hai thành viên của nhóm (Nico Sereba và Vincent Dery) với Abdoulie Jallow và nhà sản xuất nó William Wiik Larsen, người cũng đồng thời tham gia sản xuất cho tất cả những tác phẩm từ Black Star Elephant. "Am I Wrong" là một bản pop và afrobeat mang nội dung đề cập đến những giấc mơ to lớn của một người đàn ông cho sự nghiệp và tương lai, nhưng vấp phải nhiều sự nghi ngờ từ những người xung quanh khi họ cho rằng điều đó là không thực tế, khiến cho anh đặt ra nghi vấn rằng liệu bản thân có đang nghĩ sai.
Sau khi phát hành, "Am I Wrong" nhận được những phản ứng tích cực từ các nhà phê bình âm nhạc, trong đó họ đánh giá cao giai điệu mượt mà bằng việc kết hợp giữa tiếng guitar trượt và phần hòa âm, cũng như quá trình sản xuất nó. Ngoài ra, bài hát còn gặt hái nhiều giải thưởng và đề cử tại những lễ trao giải lớn, bao gồm một đề cử tại giải Spellemannprisen năm 2014 cho Bản hit của năm. "Am I Wrong" cũng tiếp nhận những thành công lớn về mặt thương mại, đứng đầu các bảng xếp hạng ở Canada, New Zealand, Ba Lan và Vương quốc Anh, đồng thời lọt vào top 10 ở nhiều quốc gia trên thế giới, bao gồm vươn đến top 5 ở những thị trường lớn như Úc, Áo, Đan Mạch, Phần Lan, Đức, Ireland, Hà Lan, Na Uy và Thụy Điển. Tại Hoa Kỳ, nó đạt vị trí thứ tư trên bảng xếp hạng Billboard Hot 100, trở thành đĩa đơn đầu tiên của Nico & Vinz vươn đến top 5 và đạt thứ hạng cao nhất tại đây, cũng như là tác phẩm thành công nhất của một nghệ sĩ người Na Uy trên Hot 100 kể từ năm 1985 với "Take On Me" của A-ha.
Video ca nhạc cho "Am I Wrong" được đạo diễn bởi Kavar Singh với bối cảnh diễn ra ở Zimbabwe và Namibia thuộc Châu Phi, trong đó bao gồm những cảnh Nico & Vinz đi xung quanh thị trấn với một chiếc TV để cố gắng tìm tín hiệu và xác định vị trí của người còn lại. Để quảng bá bài hát, bộ đôi đã trình diễn nó trên nhiều chương trình truyền hình và lễ trao giải lớn, bao gồm Dancing with the Stars, The Ellen DeGeneres Show, Good Morning America, Late Show with David Letterman, The Meredith Vieira Show, The Tonight Show Starring Jimmy Fallon và The View và Fashion Rocks năm 2014. Được ghi nhận là bài hát trứ danh trong sự nghiệp của nhóm, "Am I Wrong" đã được hát lại và sử dụng làm nhạc mẫu bởi nhiều nghệ sĩ, như Marshmello, Lower Than Atlantis, Tiffany Alvord, Boyce Avenue và Walk off the Earth. Tính đến nay, nó đã bán được hơn 6 triệu bản trên toàn cầu, trở thành một trong những đĩa đơn bán chạy nhất mọi thời đại.

## Danh sách bài hát
- Tải kĩ thuật số[1]

1. "Am I Wrong" – 4:07

- Đĩa CD[2]

1. "Am I Wrong" – 4:08
2. "Am I Wrong" (không lời) – 4:06

## Xếp hạng
| Bảng xếp hạng (2013-14)                   | Vị trí cao nhất |
| ----------------------------------------- | --------------- |
| Úc (ARIA)                                 | 2               |
| Áo (Ö3 Austria Top 40)                    | 4               |
| Bỉ (Ultratop 50 Flanders)                 | 9               |
| Bỉ (Ultratop 50 Wallonia)                 | 13              |
| Brazil (Billboard Hot 100)                | 35              |
| Canada (Canadian Hot 100)                 | 1               |
| Cộng hòa Séc (Rádio Top 100)              | 7               |
| Cộng hòa Séc (Singles Digitál Top 100)    | 2               |
| Đan Mạch (Tracklisten)                    | 2               |
| Phần Lan (Suomen virallinen lista)        | 5               |
| Pháp (SNEP)                               | 6               |
| Đức (Official German Charts)              | 3               |
| Hungary (Rádiós Top 40)                   | 23              |
| Hungary (Single Top 40)                   | 18              |
| Ireland (IRMA)                            | 3               |
| Israel (Media Forest)                     | 1               |
| Ý (FIMI)                                  | 10              |
| Nhật Bản (Japan Hot 100)                  | 17              |
| Luxembourg Nhạc số (Billboard)            | 3               |
| Hà Lan (Dutch Top 40)                     | 1               |
| Hà Lan (Single Top 100)                   | 5               |
| New Zealand (Recorded Music NZ)           | 1               |
| Na Uy (VG-lista)                          | 2               |
| Ba Lan (Polish Airplay Top 100)           | 1               |
| Scotland (OCC)                            | 2               |
| Slovakia (Rádio Top 100)                  | 1               |
| Slovakia (Singles Digitál Top 100)        | 2               |
| Slovenia (SloTop50)                       | 6               |
| Nam Phi (EMA)                             | 3               |
| Tây Ban Nha (PROMUSICAE)                  | 16              |
| Thụy Điển (Sverigetopplistan)             | 2               |
| Thụy Sĩ (Schweizer Hitparade)             | 7               |
| Anh Quốc (OCC)                            | 1               |
| Hoa Kỳ Billboard Hot 100                  | 4               |
| Hoa Kỳ Adult Contemporary (Billboard)     | 1               |
| Hoa Kỳ Adult Pop Airplay (Billboard)      | 1               |
| Hoa Kỳ Dance Club Songs (Billboard)       | 18              |
| Hoa Kỳ Dance/Mix Show Airplay (Billboard) | 1               |
| Hoa Kỳ Pop Airplay (Billboard)            | 1               |
| Hoa Kỳ Rhythmic (Billboard)               | 1               |

| Bảng xếp hạng (2013)                      | Vị trí |
| ----------------------------------------- | ------ |
| Denmark (Tracklisten)                     | 26     |
| Norway (VG-lista)                         | 3      |
| Sweden (Sverigetopplistan)                | 26     |
| Bảng xếp hạng (2014)                      | Vị trí |
| Australia (ARIA)                          | 16     |
| Austria (Ö3 Austria Top 40)               | 23     |
| Belgium (Ultratop 50 Flanders)            | 42     |
| Belgium (Ultratop 50 Wallonia)            | 56     |
| Canada (Canadian Hot 100)                 | 13     |
| France (SNEP)                             | 61     |
| Germany (Official German Charts)          | 18     |
| Hungary (Rádiós Top 40)                   | 98     |
| Hungary (Stream Top 40)                   | 48     |
| Israel (Media Forest)                     | 15     |
| Italy (FIMI)                              | 27     |
| Netherlands (Dutch Top 40)                | 2      |
| Netherlands (Single Top 100)              | 13     |
| New Zealand (Recorded Music NZ)           | 13     |
| Poland (Polish Airplay Top 100)           | 8      |
| Slovenia (SloTop50)                       | 21     |
| Sweden (Sverigetopplistan)                | 58     |
| Switzerland (Schweizer Hitparade)         | 30     |
| UK Singles (Official Charts Company)      | 21     |
| US Billboard Hot 100                      | 14     |
| US Adult Contemporary (Billboard)         | 10     |
| US Adult Top 40 (Billboard)               | 10     |
| US Hot Dance/Mix Show Airplay (Billboard) | 33     |
| US Pop Songs (Billboard)                  | 4      |
| US Rhythmic (Billboard)                   | 18     |
| Bảng xếp hạng (2015)                      | Vị trí |
| US Adult Contemporary (Billboard)         | 13     |
| Bảng xếp hạng (2016)                      | Vị trí |
| Brazil (Billboard Brasil Hot 100)         | 40     |

## Chứng nhận
| Quốc gia | Chứng nhận   | Số đơn vị/doanh số chứng nhận |
| --- | ------------ | ----------------------------- |
| Úc (ARIA) | 3× Bạch kim  | 210.000^                      |
| Áo (IFPI Áo) | Vàng         | 15.000*                       |
| Canada (Music Canada) | 3× Bạch kim  | 0*                            |
| Đan Mạch (IFPI Đan Mạch) | Vàng         | 15.000^                       |
| Pháp (SNEP) | —            | 40,200                        |
| Đức (BVMI) | Bạch kim     | 500.000‡                      |
| Ý (FIMI) | 2× Bạch kim  | 60.000‡                       |
| New Zealand (RMNZ) | Bạch kim     | 15.000*                       |
| Na Uy (IFPI) | 14× Bạch kim | 140.000*                      |
| Thụy Điển (GLF) | Bạch kim     | 20.000‡                       |
| Thụy Sĩ (IFPI) | Vàng         | 15.000^                       |
| Anh Quốc (BPI) | Bạch kim     | 600.000‡                      |
| Hoa Kỳ (RIAA) | 3× Bạch kim  | 3.000.000‡                    |
| Streaming |              |                               |
| Đan Mạch (IFPI Đan Mạch) | 3× Bạch kim  | 5.400.000^                    |
| Tây Ban Nha (PROMUSICAE) | Bạch kim     | 8.000.000*                    |
| * Chứng nhận dựa theo doanh số tiêu thụ. ^ Chứng nhận dựa theo doanh số nhập hàng. ‡ Chứng nhận dựa theo doanh số tiêu thụ và phát trực tuyến. |              |                               |

## Lịch sử phát hành
| Quốc gia       | Ngày                | Định dạng              | Hãng đĩa          |
| -------------- | ------------------- | ---------------------- | ----------------- |
| Phần Lan       | 12 tháng 4 năm 2013 | Tải kĩ thuật số        | 5 Star EMI        |
| Na Uy          | 12 tháng 4 năm 2013 | Tải kĩ thuật số        | 5 Star Parlophone |
| Úc             | 21 tháng 1 năm 2014 | Tải kĩ thuật số        | Warner Bros.      |
| Đức            | 21 tháng 1 năm 2014 | Tải kĩ thuật số        | Warner Bros.      |
| Hoa Kỳ         | 21 tháng 1 năm 2014 | Tải kĩ thuật số        | Warner Bros.      |
| Đức            | 21 tháng 2 năm 2014 | CD                     | Warner Bros.      |
| Hoa Kỳ         | 1 tháng 4 năm 2014  | Contemporary hit radio | Warner Bros.      |
| Vương quốc Anh | 3 tháng 8 năm 2014  | Tải kĩ thuật số        | Warner Bros.      |